# Astragalus ionae
Astragalus ionae es una especie de planta del género Astragalus, de la familia de las leguminosas, orden Fabales.

## Distribución
Astragalus ionae se distribuye por Siberia.

## Taxonomía
Fue descrita científicamente por Palib. Fue publicada en Fl. URSS 12: 887 (1946).